# جيمس بلير (سياسي)
جيمس بلير (بالإنجليزية: James Blair)‏ هو سياسي أمريكي، ولد في 26 سبتمبر 1786 في مقاطعة لانكستر في الولايات المتحدة، وتوفي في 1 أبريل 1834 في واشنطن العاصمة في الولايات المتحدة. حزبياً، نشط في الحزب الجمهوري الديمقراطي والحزب الجمهوري والحزب الديمقراطي. وقد انتخب عضو مجلس النواب الأمريكي.